# اچ‌ام‌اس ولینت (۱۹۱۴)
اچ‌ام‌اس ولیانت (۱۹۱۴) (به انگلیسی: HMS Valiant (1914)) یک کشتی بود. این کشتی در سال ۱۹۱۴ ساخته شد.